# Willi Beuster
Willi Beuster (ur. 13 sierpnia 1908, zm. 9 lipca 1981) – niemiecki polityk należący do Socjaldemokratycznej Partii Niemiec (SPD).
Od 17 października 1961 do 19 października 1969 (dwie kadencje) był deputowanym do Bundestagu z ramienia SPD. Wybrany z list w Nadrenii Północnej – Westfalii.